# ユーリ・アルペルテン
ユーリ・アルペルテン（Jüri Alperten, 1957年6月16日 - 2020年8月26日）は、エストニアの指揮者、ピアノ奏者。

## 経歴
1957年、エストニア・ソビエト社会主義共和国・タリンで生まれた。7歳で地元の音楽高校で音楽を学び、1975年から1977年までタリン音楽院でブルノ・ルックにピアノ、ロマン・マツォフに指揮法を学んだ。その後、レニングラード音楽院のイリヤ・ムーシンのクラスに在籍し、1985年からエストニア国立歌劇場の指揮者陣に加わった。2002年から2004年まで同歌劇場のオーケストラの首席指揮者を務めた。
教育者としては、1993年からエストニア音楽院の講師に就任し、その翌年から同音楽院のオーケストラの首席指揮者を務めた。
2013年から多発性骨髄腫を発症し、闘病生活を送っていたが、タリンにて長逝。